# Rocca Calascio
Die Rocca Calascio ist die Ruine einer Höhenburg in der  italienischen Gemeinde Calascio in der Provinz L’Aquila. Sie erhebt sich im Inneren der Abruzzen und ist die mit 1.460 m höchstgelegene Burganlage der Apenninen.
Die Burg geht auf das 11. Jahrhundert zurück, es soll aber bereits im 10. Jahrhundert hier ein Wachturm errichtet worden sein.
Später wurde die Anlage zu einer kleinen, aber starken Festung ausgebaut, die allerdings nie belagert worden ist. 
In den Jahren 1461 und 1703 wurde die Anlage bei sehr schweren Erdbeben stark beschädigt. Während der Ort Calascio, der unterhalb der Festung liegt, wieder aufgebaut wurde, geschah dies bei der Festung nicht. Rocca Calascio war Drehort für Szenen im Film Der Tag des Falken von Richard Donner.